# Medal „Za zdobycie Bazardżyka”
Medal „Za zdobycie Bazardżyka” (ros. Медаль «За взятие Базарджика») – rosyjskie odznaczenie wojskowe.

## Historia
Odznaczenie zostało ustanowione ukazem cara Aleksandra I z dnia 13 czerwca 1810 roku dla nagrodzenia uczestników zdobycia w dniu 22 maja 1810 twierdzy tureckiej Pazardżik (obecnie Dobricz) w czasie wojny rosyjsko-tureckiej, należących do korpusu Siergieja Kamienskiego.

## Zasady nadawania
Odznaczenie było nadawane żołnierzom, podoficerom i niższym oficerom, uczestniczącym w szturmie tureckiej twierdzy. Ogółem nagrodzono nim około 15 000 żołnierzy. Medalem tym nie nagradzano żołnierzy wyróżnionych za ten szturm orderem św. Jerzego kl. IV lub orderem św. Włodzimierza kl. IV ani wyższych oficerów i oficerów sztabowych, dla nagrodzenia których ustanowiono Krzyż za Zdobycie Bazardżyka.

## Opis odznaki
Odznaką medalu jest okrągły krążek o średnicy 31 mm, wykonany ze srebra.
Na awersie odznaczenia znajduje się popiersie Aleksandra I, bez insygniów carskich. Wokół krawędzi umieszczono napis w języku rosyjskim АЛЕКСАНДРЪ I ИМП. ВСЕРОСС. (pol. Aleksander I Imperator Wszechrosji). 
Na rewersie odznaki znajduje się napis w języku rosyjskim ЗА ОТЛИЧЇЕ ПРИ ВЗЯТЇИ ПРИСТУПОМЪ БАЗАРДЖИКА 22 МАЇЯ 1810 Г. (pol. Za Zasługi w szturmie Bazardżik 22 maja 1810 r.).
Medal zawieszony był na wstążce orderowej Orderu św. Jerzego.